# Họ Hoa giấy
Họ Hoa giấy hay họ Bông phấn (danh pháp khoa học: Nyctaginaceae) là một họ thực vật hạt kín chứa khoảng 30-31 chi và 405 loài, phân bố rộng khắp trong khu vực nhiệt đới và cận nhiệt đới Tân thế giới, với vài loài có trong khu vực ôn đới. Họ này có kiểu quả độc nhất vô nhị, gọi là "quả tụ", và nhiều chi có hạt phấn cực lớn (>100 µm).
Họ này được hầu hết các nhà phân loại học công nhận. Hệ thống APG III năm 2009 và Hệ thống APG IV năm 2016 (không đổi so với hệ thống APG II năm 2003 và hệ thống APG năm 1998), công nhận họ này và đặt nó trong bộ Caryophyllales của nhánh core eudicots.
Nghiên cứu phát sinh chủng loài của Levin năm 2000 đã điều chỉnh tổ hợp của Selinocarpus và Ammocodon vào chi Acleisanthes. Chi Izabalea hiện nay được coi là đồng nghĩa của Agonandra, một chi trong họ Opiliaceae. Nghiên cứu gần đây của Douglas và Manos đã làm sáng tỏ các mối quan hệ giữa gần như mọi chi trong họ và chứng minh rằng có một sự đa dạng hóa đáng kể của các chi cây thân thảo đã diễn ra tại khu vực khô cằn của Bắc Mỹ. Nhiều chi trong họ Nyctaginaceae có các đặc trưng bất thường. Các ví dụ đáng chú ý là các dải dính trên thân cây giữa các mắt, hoa thụ tinh ngậm (tự thụ phấn mà không nở ra), hoặc tính ưa thạch cao, nghĩa là khả năng phát triển trên các loại đất với hàm lượng thạch cao cao.

## Các chi
- Tông Caribeeae: Được ghi nhận trong GRIN[3].
  - Caribea Alain: 1 loài đặc hữu Cuba (Caribea littoralis)[6].
- Tông Leucastereae Bentham & Hooker: Khoảng 4 chi và 5 loài tại đông nam Nam Mỹ, đặc biệt là Brasil[4].
  - Andradea Allemao
  - Leucaster Choisy
  - Ramisia Glaz. ex Baill.
  - Reichenbachia Spreng.
- Tông Boldoeae Heimerl: 3 chi và 3 loài từ México tới Bolivia và Tây Ấn[4].
  - Boldoa Cav. ex Lag.
  - Cryptocarpus Kunth
  - Salpianthus Bonpl.
- Tông Colignonieae Standley: 1 chi, 6 loài tại khu vực Andes ở Nam Mỹ[4].
  - Colignonia Endl. (bao gồm cả Colliguonia)
- Tông Nyctagineae Horaninow, đồng nghĩa: Allioniaceae Horaninow, Mirabilidaceae W. Oliver: Khoảng 11-12 chi và 194 loài. Các chi đa dạng nhất là Boerhavia (50 loài), Mirabilis (55 loài), Abronia (33 loài). Phân bố trong khu vực từ nhiệt đới tới ôn đới ấm, đặc biệt các loài thân thảo và cây bụi phổ biến tại khu vực khô cằn ở tây nam Bắc Mỹ[4].
  - Boerhavia L. (bao gồm cả Boerhaavia): Nam sâm, hoàng đế tâm. Việt Nam có 2 loài là nam sâm bò, sâm đất, sâm nam, sâm rừng, sâm quy bầu (B. diffusa) và nam sâm đứng (B. erecta). Không nhầm với các loài nam sâm trong chi Schefflera thuộc họ Araliaceae.
  - Okenia Schltdl. & Cham.
  - Anulocaulis Standl.
  - Nyctaginia Choisy
  - Cyphomeris Standl. (bao gồm cả Senckenbergia)
  - Allionia L. (bao gồm cả Wedelia, Wedeliella)
  - Commicarpus Standl.: Niêm tuyến quả
  - Mirabilis L. (bao gồm cả Allioniella, Calyxhymenia, Hermidium, Hesperonia, Nyctago: nguyên là chi điển hình của họ, Oxybaphus, Quamoclidion): Bông phấn, tử mạt lị (nhài tía). Việt Nam có 1 loài bông phấn hay sâm ớt (M. jalapa).
  - Abronia Juss.
  - Tripterocalyx (Torr.) Hook.
  - Acleisanthes A.Gray (bao gồm cả Ammocodon, Selinocarpus)
  - Cuscatlania Standl.
- Tông Bougainvilleeae Choisy, đồng nghĩa: Bougainvilleaceae J. Agardh: 3 chi và khoảng 16 loài, trong đó riêng chi Bougainvillea khoảng 14-18 loài. Phân bố chủ yếu tại Trung Mỹ và vùng nhiệt đới Nam Mỹ; tây nam châu Phi[4].
  - Belemia Pires
  - Bougainvillea Comm. ex Juss. (bao gồm cả Tricycla): Hoa giấy, bông phấn, hoa phấn, móc diều, diệp tử hoa. Việt Nam có du nhập 2 loài là B. glabra và B. spectabilis.
  - Phaeoptilum Radlk.
- Tông Pisonieae Meisner, đồng nghĩa: Pisoniaceae J. Agardh: 7 chi và khoảng 200 loài. Các chi đa dạng nhất là Neea (85 loài), Guapira (70 loài), Pisonia (40 loài). Phân bố rộng khắp vùng nhiệt đới, đặc biệt là tại Tân thế giới[4].
  - Cephalotomandra H.Karst. & Triana
  - Grajalesia Miranda
  - Guapira Aubl.
  - Neea Ruiz & Pav.
  - Neeopsis Lundell
  - Pisonia L. (bao gồm cả Calpidia, Ceodes, Heimerlia, Heimerliodendron, Rockia, Timeroya, Timeroyea, Torrubia, Torrukia): Rừng lạc, tuyến quả đằng. Việt Nam có 2 loài là rừng lạc hay pison hoa tán (P. umbellifera) và pison, bison nhọn hay tuyến quả đằng (P. aculeata).
  - Pisoniella (Heimerl) Standl.

## Công dụng
Họ này chứa một loại cây trồng làm rau ăn củ là mauka (Mirabilis expansa), có tầm quan trọng địa phương tại khu vực Andes. Loài bông phấn (Mirabilis jalapa) là loài được trồng làm cây cảnh, cũng như các loài hoa giấy (Bougainvillea), như B. glabra, B. spectabilis và vô số loại cây lai ghép), các chi Bougainvillea và Abronia nói chung được trồng phổ biến tại khu vực nhiệt đới.